# Randulfo de Limesay
Randulfo de Limesay, también Ralph de Limési (Randolph y Raoul, c. 1068-1129), fue un noble caballero anglonormando, señor de Limesay, que siguió a Guillermo II de Normandía en la conquista de Inglaterra (1066). Algunas fuentes le mencionan como hijo de una hermana del Conquistador. Otras fuentes lo citan como hijo de Roger I de Tosny. Fue recompensado con cuarenta señoríos, entre ellos Bradewell y Wolverley en Warwickshire, plaza central de su feudo. Benefactor del Priorato de Hertford que fundó en 1093, una dependencia de la  abadía de St Albans. Fue el primer referente de la familia de Lindsay en Inglaterra. El hermano de Randulfo fue Robert de Limesey (m. 1117), obispo de Chester.

## Herencia
Se casó con Hawise, una dama de genealogía desconocida y fruto de esa relación nació Gerard I de Limesay. Algunos genealogistas inducen a pensar que su hijo fue Alan de Limesay (c. 1126-?) y que Gerard es nieto de Randulfo, mientras que otros historiadores más modernos consideran que Alan era hijo de Gerard.
En 1201 la familia Limesay llegó a su fin por falta de herederos varones y el primogénito del clan escocés Lindsay, William de Lindsay, fue elegido para casarse con una de las co-herederas de la familia Limesay. Ambos apelativos Limesay y Lindsay tienen el mismo significado, «isla de tilos».